# Лада (гандбольный клуб)
«Лада» — российский женский гандбольный клуб из города Тольятти. Директор — олимпийская чемпионка и воспитаница клуба Ирина Близнова.

## Достижения
Национальные
- 6-кратный Чемпион России: 2002—2006, 2008
- 9-кратный серебряный призёр Чемпионата России: 2001, 2007, 2014, 2015, 2017, 2018, 2019, 2020
- 6-кратный бронзовый призёр Чемпионата России: 2009, 2011, 2012, 2016, 2021, 2022
- Обладатель Кубка России: 2006
- 5-кратный серебряный призёр Кубка России: 2007, 2009, 2015, 2019, 2021
- 4-кратный бронзовый призёр Кубка России: 2010, 2012, 2013, 2014
- 3-кратный финалист Суперкубка России: 2015, 2019, 2023

Международные
- Обладатель Кубка обладателей Кубков ЕГФ: 2002
- Финалист Кубка обладателей кубков европейских стран: 2016
- Финалист Лиги Чемпионов ЕГФ: 2007
- 2-кратный обладатель Кубка ЕГФ: 2012, 2014

## Характеристика

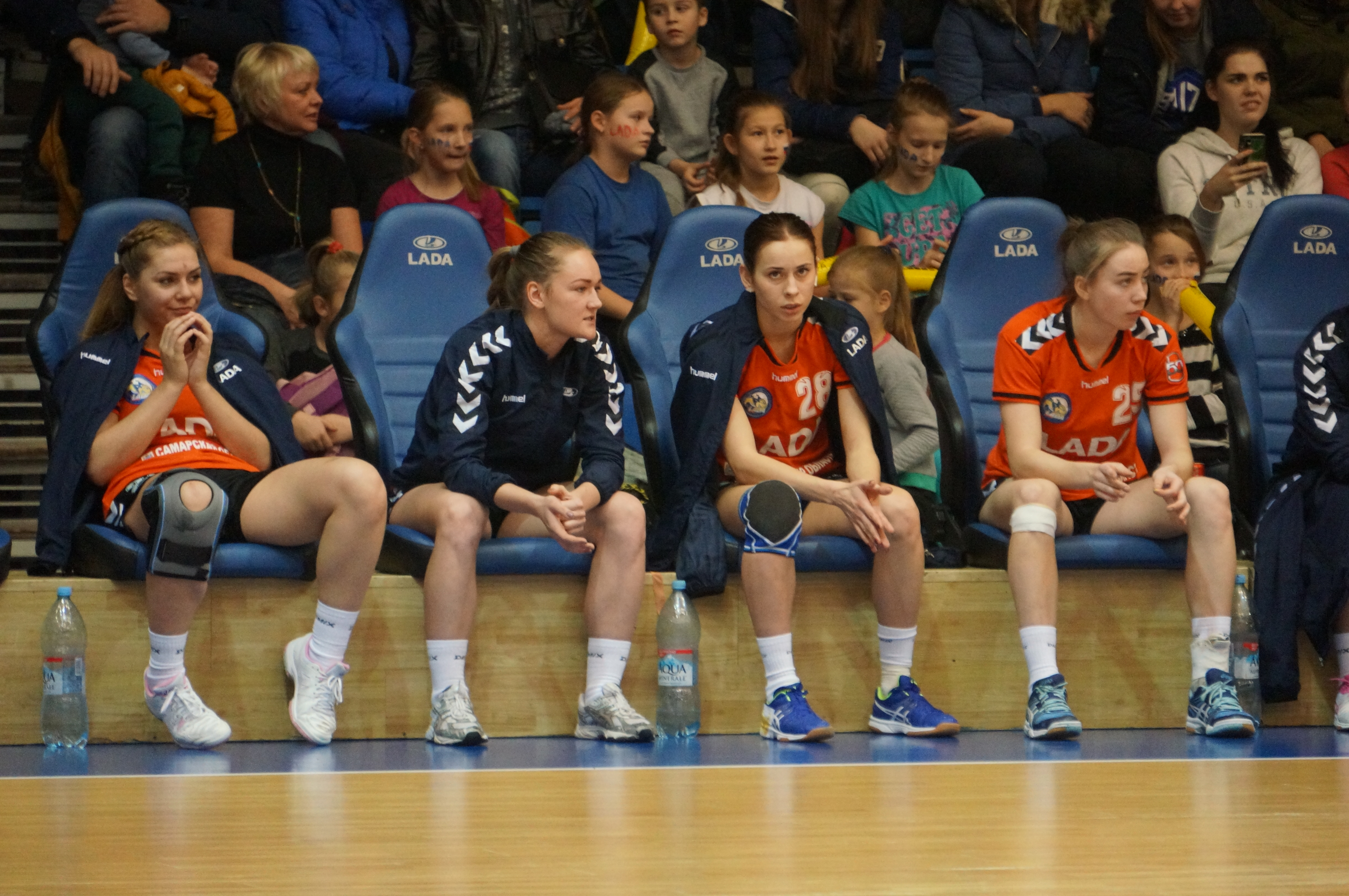
Скамейка запасных

Официальным цветом клуба является сине-белый. Домашней площадкой является арена универсального спортивного комплекса «Олимп» вместимостью от 2500 до 3500 зрителей.
Общий состав клуба: команда российской суперлиги «Лада» и «Лада-2» которая участвует в Первенстве России среди молодёжного состава (до 20 лет)
Также имеется до 60 учебно-тренировочных групп и групп начальной подготовки (около 1300 человек)
С 27 декабря 1999 действует дочерняя муниципальная специализированная детско-юношеская спортивная школа олимпийского резерва № 2 «Гандбол».

## История
Официальной датой появления клуба считается 7 апреля 1998 года. Однако история команды ведёт отсчёт с более ранних времён. В 1997 году в Новокузнецке сразу две гандбольные команды пробились в высшую лигу и из-за сложностей финансирования было принято решение одну из команд сократить. Два тренера клуба «Запсибовец» Андрей Степанов и Алексей Жаворонков нашли место для переезжающего клуба в Тольятти. Вместе с ними приехало 9 спортсменок. Команда была названа «Ладой» и получила право играть в высшей лиге российского гандбольного чемпионата вместо «Запсибовца».
Уже в 1999 году команда выиграла соревнования в высшей лиге и перешла в Суперлигу.
В сезоне 1999/2000 годов главным тренером клуба становится один из крупнейших специалистов страны Евгений Трефилов. В Тольятти не имелось достаточного количества спортсменок и было принято решение приглашать игроков из других городов, а от использования иностранных легионеров команда отказалась. Для развития гандбола в Тольятти была создана специализированная детско-юношеская спортивная школа олимпийского резерва № 2 «Гандбол», занявшаяся подготовкой местных гандболистов, в которую были приглашены детские тренеры из других городов. Было создано несколько детских гандбольных команд.
В городе была обустроена площадка соответствующая мировым гандбольным стандартам, что позволило проводить игры в рамках европейских чемпионатов не только в Москве, но и в Тольятти.
Осенью 1999 года клуб перешёл под патронаж ОАО «АвтоВАЗ».
На базе клуба регулярно проводятся учебно-тренировочные сборы женской сборной России, которой руководят тольяттинские тренеры Евгений Трефилов и его помощник Виталий Крохин. В сборную постоянно входят игроки «Лады».
В сезоне 2000/2001 годов клуб впервые становится призёром чемпионата страны.
В августе 2003 года в Тольятти прошёл чемпионат Европы среди девушек не старше 1985 года рождения. Сборная России завоёвывает золотые медали. В её составе четыре игрока из Тольятти (Татьяна Парфёнова, Ирина Близнова, Екатерина Веткова, Александра Колокольцева).
В сезоне 2003/2004 годов в Суперлигу выходит вторая тольяттинская команда «Лада-2», а в высшей лиге играет «Лада-3». В первом сезоне «Лада-2» занимает 9-е место.
В марте 2004 года восемь тольяттинских гандболисток указом Президента Российской Федерации награждены медалями ордена «За заслуги перед Отечеством» II степени. Это Ирина Полторацкая, Анна Кареева, Светлана Выдрина, Оксана Роменская, Инна Суслина, Наталья Гончарова, Мария Сидорова и Екатерина Васильева.
В декабре 2005 года сборная России под руководством тренера «Лады» Евгения Трефилова и с семью её игроками в составе (Мария Сидорова, Полина Вяхирева, Людмила Постнова, Наталья Шипилова, Екатерина Маренникова, Ирина Близнова и Оксана Роменская) выигрывает Чемпионат мира в Санкт-Петербурге. Сборная признаётся лучшей женской командой России по версии Академии выдающихся спортивных достижений «СЛАВА».
По окончании сезона 2005/2006 в клубе происходит ряд перемен: новым тренером команды становится Алексей Гумянов, сам клуб становится 100-процентным дочерним обществом ОАО «АвтоВАЗ», который также сохряняет статус учредителя и генерального спонсора. В Тольятти проводится розыгрыш первого Кубка России, в котором побеждает «Лада».
В сезоне 2006/2007 три тольяттинских спортсменки (Екатерина Маренникова, Людмила Постнова и Мария Сидорова) завоёвывают Кубок мира, а позднее они же и Ирина Близнова становятся серебряными призёрами Чемпионата Европы. Команда впервые выходит в финал розыгрыша Лиги чемпионов (до этого все попытки были неудачными), однако уступает в финальной игре. В чемпионате России клуб завоёвывает серебряные награды, уступив «Звезде», которую тренирует бывший наставник «Лады» Евгений Трефилов.
Смена руководства на «АвтоВАЗе» и последовавшее сокращение бюджета для всех тольяттинских клубов сказались и на гандбольной команде, которая потеряла целый ряд игроков из-за проблем с финансированием, однако на их место приходят молодые спортсменки из «Лады-2» и «Лады-3».
В 2007 году трое игроков клуба выигрывают Кубок мира, а позднее четверо тольяттинок становятся чемпионками мира. Победа на Чемпионате мира позволяет впервые в истории российской женской гандбольной сборной выступать на Олимпийских играх. Российская сборная второй раз за последние два года была удостоена Национальной спортивной премии «СЛАВА».
В сезоне 2007/2008 клуб возвращает титул чемпиона страны, ни разу не проиграв в ходе чемпионата «Звезде». Пятеро тольяттинок из «Лады-2» и «Лады-3» (Екатерина Ильина, Ольга Лузинова, Снежана Махнёва, Дарья Мочалова и Ирина Никитина) становятся чемпионками мира среди юниоров (1990 года рождения и моложе)
В августе 2008 года сборная России, имея в составе четырёх тольяттинских гандболисток (Ирина Близнова, Екатерина Маренникова, Людмила Постнова и Мария Сидорова) завоёвывает серебряные медали Олимпийских игр в Пекине. Это вызвало настоящий гандбольный бум в городе.
С 1999 по 2008 годы президентом клуба был Юрий Степанов, который после ухода со своего поста и вплоть до своей смерти в 2014 году оставался почётным президентом клуба.
Потеряв по разным причинам в ходе сезона 2008/2009 годов большинство своих ведущих игроков, «Лада» смогла завоевать лишь бронзу Кубка и Чемпионата России. В 2009 году три тольяттинских гандболистки в составе сборной России — Виктория Жилинскайте, Надежда Муравьёва и Людмила Постнова — стали чемпионками мира, причём последняя была признана самым ценным игроком турнира.
В 2010 году команда осталась без медалей первенства России.
В 2012 и 2014 годах команда взяла Кубок ЕГФ, также в 2014 году были взяты серебро Чемпионата России и бронза Кубка России.
В 2015 году «Лада» завоевывает серебряные медали как в Кубке России, так и в Чемпионате.
В 2016 году тольяттинская дружина завоевывает бронзу Чемпионата России и серебро в Кубке обладателей кубков, проиграв в финале команде «Хольстебро» (Дания). В этом году представительницы клуба в составе сборной России (Ольга Акопян, Ирина Близнова, Дарья Дмитриева и Татьяна Ерохина) завоевали золотые медали Олимпийских игр в Рио-де-Жанейро.
В 2017 году «Лада», несмотря на потерю в межсезонье трех олимпийских чемпионок, не утратила боеспособность в Российской суперлиге и стала обладателем серебряных медалей Чемпионата страны.
В 2018 году команда вновь завоевала серебро Чемпионата России.

## Достижения
1998: четвёртое место высшей лиги чемпионата России.
1999: первое место в высшей лиге, переход в Суперлигу
2000: четвёртое место Суперлиги.
2001: серебряные медали чемпионата России.
2002: «Лада» впервые выигрывает чемпионат России. Победа в Кубке обладателей кубков стран Европы.
2003: Вторая победа в чемпионате страны.
2004: Третье золото российского чемпионата.
2005: «Лада» сильно обновлённым составом выигрывает четвёртый в собственной истории и четвёртый подряд чемпионат России.
2006: «Лада» завоёвывает пятый чемпионский титул российского чемпионата. Победа в первом Кубке России.
2007: «Лада» впервые выходит в финал Лиги Чемпионов. Впервые с 2002 года клуб уступает титул чемпиона страны и завоёвывает лишь серебряные награды. На втором розыгрыше Кубка России Лада тоже завоёвывает серебро.
2008: «Лада» возвращает себе титул чемпиона страны. Это уже 6-я золотая медаль чемпионата России в её истории.
2009: «Лада» становится финалистом Кубка России и бронзовым призёром чемпионата страны.
2010: «Лада» впервые за долгие годы остаётся без медалей чемпионата России, занимая 4 место, но завоевывает бронзу в Кубке России.
2012: «Лада» выигрывает бронзовые медали чемпионата России и Кубок Европейской гандбольной федерации.
2014: «Лада» снова выигрывает Кубок Европейской гандбольной федерации, а также Серебро Чемпионата России и бронзу кубка России
2015: «Лада» завоевывает серебряные медали как и в кубке России так и в Чемпионате Страны
2016 «Лада» завоевывает бронзу Чемпионата и серебро в Кубке Обладателей Кубков Европейский стран
2017 «Лада» завоевывает серебряные медали Чемпионата Страны
2018 «Лада» в год своего 20-летия завоевывает серебряные медали Чемпионата Страны
2019 Лада завоевывает серебро чемпионата и кубка России
2020 завоевывает серебро чемпионата России
2021 выигрывает бронзу чемпионата и серебро кубка России

## Состав команды «Лада» сезона 2017/2018
| №  | Фамилия и имя        | День рождения | Звание                              | Амплуа                  | Рост | Вес |
| -- | -------------------- | ------------- | ----------------------------------- | ----------------------- | ---- | --- |
| 9  | Кудрявцева Екатерина | 24.11.1999    | Кандидат в мастера спорта           | левый полусредний       | 186  | 71  |
| 11 | Дмитриева Дарья      | 09.08.1995    | Заслуженный мастер спорта           | разыгрывающий           | 178  | 74  |
| 20 | Голец Виолетта       | 24.01.1997    | Кандидат в мастера спорта           | левый полусредний       | 178  | 75  |
| 21 | Санникова Александра | 26.01.1993    | Кандидат в мастера спорта           | правый крайний          | 166  | 56  |
| 23 | Юрьева Варвара       | 29.06.1998    | Кандидат в мастера спорта           | линейный                | 180  | 67  |
| 25 | Щербак Ольга         | 14.03.1998    | Кандидат в мастера спорта           | полусредний             | 177  | 63  |
| 28 | Носикова Алена       | 09.09.1993    | Кандидат в мастера спорта           | левый крайний           | 176  | 58  |
| 47 | Барынина Валентина   | 22.10.1996    | Кандидат в мастера спорта           | левый крайний           | 171  | 63  |
| 57 | Краснова Анна        | 29.01.1995    | Кандидат в мастера спорта           | правый крайний          | 168  | 57  |
| 87 | Снопова Ирина        | 07.06.1995    | Мастер спорта                       | правый полусредний      | 182  | 74  |
| 29 | Уткина Елена         | 29.05.1990    | Мастер спорта международного класса | вратарь                 | 180  | 75  |
| 1  | Лагина Анастасия     | 11.08.1995    | Кандидат в мастера спорта           | вратарь                 | 178  | 85  |
| 4  | Керчикова Мария      | 30.04.1995    | Кандидат в мастера спорта           | правый полусредний      | 186  | 78  |
| 7  | Какмоля Юлия         | 08.03.1986    | Мастер спорта                       | линейный                | 174  | 70  |
| 12 | Орлова Маргарита     | 16.11.1998    | Мастер спорта                       | вратарь                 | 181  | 66  |
| 13 | Ведёхина Полина      | 06.01.1994    | Мастер спорта международного класса | полусредний             | 176  | 68  |
| 17 | Котоличенко Валерия  | 20.04.1995    | Мастер спорта                       | правый полусредний      | 178  | 72  |
| 44 | Иванова Наталья      | 01.04.1995    | Кандидат в мастера спорта           | левый полусредний       | 180  | 72  |
| 71 | Дьяченко Ксения      | 07.12.1994    | Мастер спорта                       | левый полусредний       | 180  | 68  |
| 77 | Новосёлова Анастасия | 11.04.1990    | Мастер спорта международного класса | правый крайний          | 170  | 64  |
| 86 | Гафонова Мария       | 21.06.1987    | Мастер спорта                       | линейный                | 175  | 69  |
| 91 | Тарасова Кристина    | 05.10.1991    | Мастер спорта                       | левый крайний, линейный | 174  | 73  |

Главный тренер: Акопян Левон Оганесович
Старший тренер: Хомутов Александр Николаевич
Врач: Лабодин Максим Николаевич
Массажист: Михайлова Наталья Николавевна